# Lipophrys
Lipophrys es un género de peces de la familia de los blénidos en el orden de los Perciformes.

## Especies
Existen las siguientes especies en este género:
- Lipophrys heuvelmansi (Charousset 1986)[4]
- Lipophrys pholis (Linnaeus, 1758)
- Lipophrys trigloides (Valenciennes, 1836)